# Wilhelm Heidlauf
Wilhelm Heidlauf (Lebensdaten unbekannt) war ein deutscher Fußballspieler des 20. Jahrhunderts.

## Karriere

### Vereine
Wilhelm Heidlauf (genannt auch Willem Heidlauf und Willi Heidlauf) gehörte dem FC Germania Brötzingen an, für den er in den vom Verband Süddeutscher Fußball-Vereine organisierten Meisterschaften die Saison 1930/31 als Abwehrspieler in der Bezirksliga Württemberg/Baden, als regional höchste Spielklasse, Punktspiele bestritt; die Saison in der Gruppe Württemberg, neben der Gruppe Baden, schloss seine Mannschaft als Fünftplatzierter von acht Mannschaften ab.

### Auswahlmannschaft
Als Spieler der Auswahlmannschaft des Süddeutschen Fußball-Verbandes nahm er am Wettbewerb um den Bundespokal teil. Am 19. April 1931 gehörte er der Mannschaft an, die das Finale im Dresdener Stadion am Ostragehege mit 4:3 n. V. gegen die Auswahlmannschaft des Verbandes Mitteldeutscher Ballspiel-Vereine gewann.

## Erfolge
- Bundespokal-Sieger 1931